# Diclidurus
Diclidurus — рід мішкокрилих кажанів родини Emballonuridae. Представники роду поширені в тропіках Південної Америки та іноді Центральної Америки.

## Морфологія
Голова і тіло довжиною 50—80 мм, хвіст довжиною 12—25 мм, передпліччя  довжиною 45—73 мм. Середня вага Diclidurus albus 14.9 гр у самців і 16.2 у самиць, Diclidurus scutatus — 13.6 гр у самців і 12.9 у самиць, Diclidurus isabellus — 13.4 у самців і 15.6 у самиць, щодо Diclidurus ingens. повідомлялося лише, що він більший ніж інші види. Забарвлення незвичне: біле або суміш білого з сірим. Крила також білі. Підкрильних сумок нема. Очі великі, вуха малі й заокруглені. Хвіст коротший ніж хвостова мембрана. 

## Поведінка
Характеризуються високим польотом.

## Види та їх ареали
- Diclidurus albus (Wied-Neuwied, 1820)
- Diclidurus ingens (Hernandez-Camacho, 1955)
- Diclidurus isabellus (Thomas, 1920)
- Diclidurus scutatus (Peters, 1869)

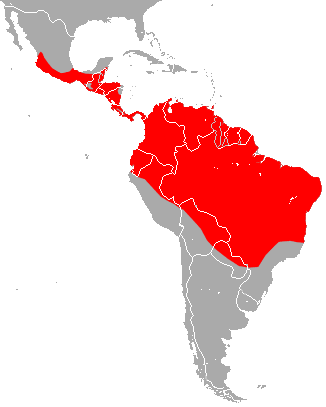
Diclidurus albus
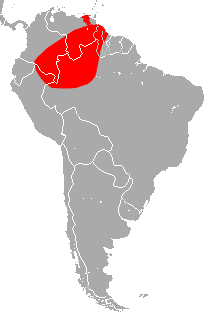
Diclidurus ingens
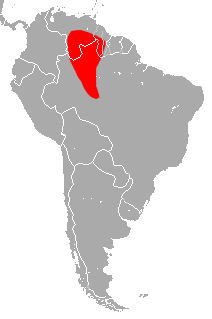
Diclidurus isabellus
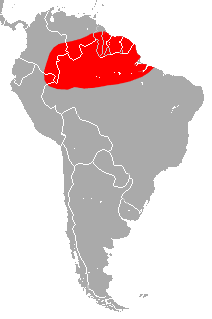
Diclidurus scutatus